# Xã Dallas, Michigan
Xã Dallas (tiếng Anh: Dallas Township) là một xã thuộc quận Clinton, tiểu bang Michigan, Hoa Kỳ. Năm 2010, dân số của xã này là 2.369 người.